# Asthenes coryi
El piscuiz de Cory (Asthenes coryi), también conocido como piscuiz de frente ocre o piscuiz frentiocre, es una especie de ave paseriforme de la familia Furnariidae perteneciente al numeroso género Asthenes. Es endémica de Venezuela.

## Distribución y hábitat

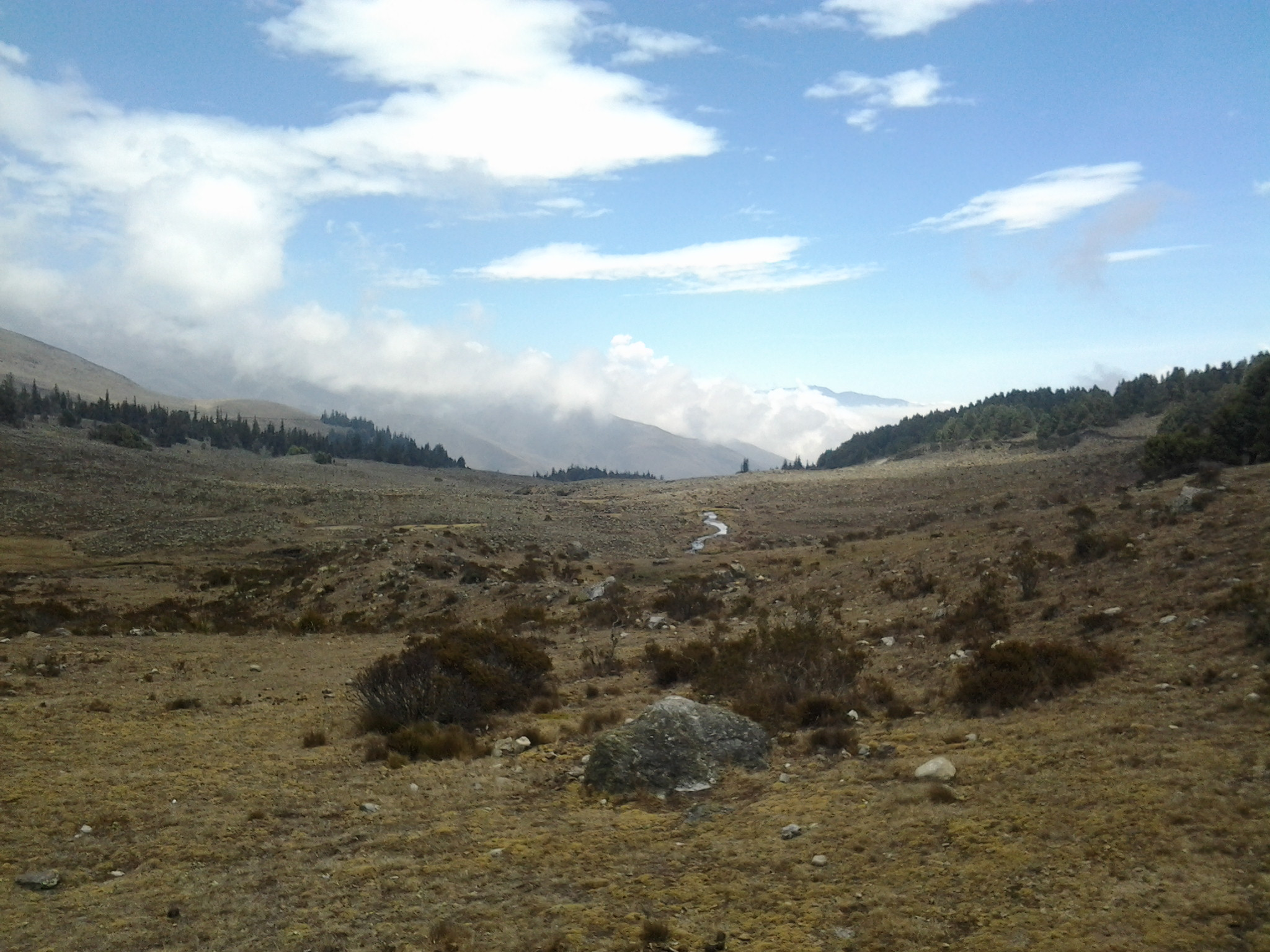
Páramo andino en Mérida, ejemplo de hábitat de la especie.

Se encuentra únicamente en la región andina el oeste de Venezuela, desde el estado Trujillo hacia el sur hasta el norte del estado Táchira.
Esta especie es considerada localmente bastante común en su hábitat natural: el denso sotobosque y los bordes de bosques montanos bajos, cerca de la línea de vegetación arbórea, y más arriba en los matorrales del páramo, principalmente entre los 3400 y 4100 m de altitud, algunos pocos más abajo.

## Sistemática

### Descripción original
La especie A. coryi fue descrita por primera vez por el ornitólogo alemán Hans von Berlepsch en 1901 bajo el nombre científico Synallaxis coryi; la localidad tipo es: «Andes de Mérida, Venezuela».

### Etimología
El nombre genérico femenino «Asthenes» deriva del término griego «ασθενης asthenēs»: insignificante; y el nombre de la especie «coryi», conmemora al ornitólogo estadounidense Charles Barney Cory (1857–1921).

### Taxonomía
Esta especie, junto a Asthenes harterti, A. perijana, A. fuliginosa, A. griseomurina, A. helleri, A. palpebralis y A. vilcabambae (incluyendo A. ayacuchensis), estuvo anteriormente separada en un género Schizoeaca, y algunas veces fueron todas consideradas conespecíficas, aunque los patrones de plumaje difieren en un grado no encontrado al nivel de especies dentro de Furnariidae; los datos genéticos indican que, más que formar un grupo monofilético, todos estos taxones están mezclados dentro de Asthenes. Es monotípica.